# Sandra Fernández-Aguirre
Sandra Fernández-Aguirre (n. Baracaldo, Vizcaya; 29 de junio de 1980) es una actriz española partícipe en cine y teatro.

## Biografía
Sandra Fernández-Aguirre dedica la mayor parte de su actividad profesional como actriz al mundo del teatro y los títeres. Estudió arte dramático en el Centro de Estudios Musicales y Artes Escénicas Juan Atxieta, de Bilbao. Se inició profesionalmente en el teatro de calle con la compañía teatral Deabru Beltzak. Después pasó a formar parte del grupo de teatro "Laressistens" de Bilbao. Además ha montado y participa en varias obras de marionetas, siendo la más reciente "Inmundo", que se representa tanto en castellano como en euskera.
En el terreno audiovisual ha participado en varios cortometrajes (Entre dos aguas, Sábado noche, Toro, Encorbatado hasta las cejas) y ha sido actriz principal en la teleserie Campus, producida por Zeppelin/HegazTV.
En los últimos años, su carrera como actriz de cine se ha visto realzada al protagonizar el largometraje fantástico Lodo (segundo premio a mejor largometraje en el Festival of Fantastic Films , Manchester, UK, “Golden Aphrodite” a la mejor banda sonora en el Cyprus International Film Festival, Nicosia, Chipre, y premio a la mejor película surrealista en el New York City International Film Festival, 2010  Archivado el 5 de septiembre de 2010 en Wayback Machine.) de Karlos Alastruey. 
Su último trabajo es el largometraje El ángel entre la niebla, cuyo rodaje tiene lugar a lo largo de 2010, y en el que interpreta a Mari.

## Filmografía (largometrajes)
- Lodo (2009) .
- El ángel entre la niebla, en producción  (enlace roto disponible en Internet Archive; véase el historial, la primera versión y la última).